# 1291
Portal Geschichte | Portal Biografien | Aktuelle Ereignisse | Jahreskalender | Tagesartikel

◄ |
12. Jahrhundert |
13. Jahrhundert
| 14. Jahrhundert | ►

◄ |
1260er |
1270er |
1280er |
1290er
| 1300er | 1310er | 1320er | ►

◄◄ |
◄ |
1287 |
1288 |
1289 |
1290 |
1291
| 1292 | 1293 | 1294 | 1295 | ► | ►►
Staatsoberhäupter  · Nekrolog
| Januar | Januar | Januar | Januar | Januar | Januar | Januar | Januar |
| Kw     | Mo     | Di     | Mi     | Do     | Fr     | Sa     | So     |
| ------ | ------ | ------ | ------ | ------ | ------ | ------ | ------ |
| 1      | 1      | 2      | 3      | 4      | 5      | 6      | 7      |
| 2      | 8      | 9      | 10     | 11     | 12     | 13     | 14     |
| 3      | 15     | 16     | 17     | 18     | 19     | 20     | 21     |
| 4      | 22     | 23     | 24     | 25     | 26     | 27     | 28     |
| 5      | 29     | 30     | 31     |        |        |        |        |

| Februar | Februar | Februar | Februar | Februar | Februar | Februar | Februar |
| Kw      | Mo      | Di      | Mi      | Do      | Fr      | Sa      | So      |
| ------- | ------- | ------- | ------- | ------- | ------- | ------- | ------- |
| 5       |         |         |         | 1       | 2       | 3       | 4       |
| 6       | 5       | 6       | 7       | 8       | 9       | 10      | 11      |
| 7       | 12      | 13      | 14      | 15      | 16      | 17      | 18      |
| 8       | 19      | 20      | 21      | 22      | 23      | 24      | 25      |
| 9       | 26      | 27      | 28      |         |         |         |         |

| März | März | März | März | März | März | März | März |
| Kw   | Mo   | Di   | Mi   | Do   | Fr   | Sa   | So   |
| ---- | ---- | ---- | ---- | ---- | ---- | ---- | ---- |
| 9    |      |      |      | 1    | 2    | 3    | 4    |
| 10   | 5    | 6    | 7    | 8    | 9    | 10   | 11   |
| 11   | 12   | 13   | 14   | 15   | 16   | 17   | 18   |
| 12   | 19   | 20   | 21   | 22   | 23   | 24   | 25   |
| 13   | 26   | 27   | 28   | 29   | 30   | 31   |      |

| April | April | April | April | April | April | April | April |
| Kw    | Mo    | Di    | Mi    | Do    | Fr    | Sa    | So    |
| ----- | ----- | ----- | ----- | ----- | ----- | ----- | ----- |
| 13    |       |       |       |       |       |       | 1     |
| 14    | 2     | 3     | 4     | 5     | 6     | 7     | 8     |
| 15    | 9     | 10    | 11    | 12    | 13    | 14    | 15    |
| 16    | 16    | 17    | 18    | 19    | 20    | 21    | 22    |
| 17    | 23    | 24    | 25    | 26    | 27    | 28    | 29    |
| 18    | 30    |       |       |       |       |       |       |

| Mai | Mai | Mai | Mai | Mai | Mai | Mai | Mai |
| Kw  | Mo  | Di  | Mi  | Do  | Fr  | Sa  | So  |
| --- | --- | --- | --- | --- | --- | --- | --- |
| 18  |     | 1   | 2   | 3   | 4   | 5   | 6   |
| 19  | 7   | 8   | 9   | 10  | 11  | 12  | 13  |
| 20  | 14  | 15  | 16  | 17  | 18  | 19  | 20  |
| 21  | 21  | 22  | 23  | 24  | 25  | 26  | 27  |
| 22  | 28  | 29  | 30  | 31  |     |     |     |

| Juni | Juni | Juni | Juni | Juni | Juni | Juni | Juni |
| Kw   | Mo   | Di   | Mi   | Do   | Fr   | Sa   | So   |
| ---- | ---- | ---- | ---- | ---- | ---- | ---- | ---- |
| 22   |      |      |      |      | 1    | 2    | 3    |
| 23   | 4    | 5    | 6    | 7    | 8    | 9    | 10   |
| 24   | 11   | 12   | 13   | 14   | 15   | 16   | 17   |
| 25   | 18   | 19   | 20   | 21   | 22   | 23   | 24   |
| 26   | 25   | 26   | 27   | 28   | 29   | 30   |      |

| Juli | Juli | Juli | Juli | Juli | Juli | Juli | Juli |
| Kw   | Mo   | Di   | Mi   | Do   | Fr   | Sa   | So   |
| ---- | ---- | ---- | ---- | ---- | ---- | ---- | ---- |
| 26   |      |      |      |      |      |      | 1    |
| 27   | 2    | 3    | 4    | 5    | 6    | 7    | 8    |
| 28   | 9    | 10   | 11   | 12   | 13   | 14   | 15   |
| 29   | 16   | 17   | 18   | 19   | 20   | 21   | 22   |
| 30   | 23   | 24   | 25   | 26   | 27   | 28   | 29   |
| 31   | 30   | 31   |      |      |      |      |      |

| August | August | August | August | August | August | August | August |
| Kw     | Mo     | Di     | Mi     | Do     | Fr     | Sa     | So     |
| ------ | ------ | ------ | ------ | ------ | ------ | ------ | ------ |
| 31     |        |        | 1      | 2      | 3      | 4      | 5      |
| 32     | 6      | 7      | 8      | 9      | 10     | 11     | 12     |
| 33     | 13     | 14     | 15     | 16     | 17     | 18     | 19     |
| 34     | 20     | 21     | 22     | 23     | 24     | 25     | 26     |
| 35     | 27     | 28     | 29     | 30     | 31     |        |        |

| September | September | September | September | September | September | September | September |
| Kw        | Mo        | Di        | Mi        | Do        | Fr        | Sa        | So        |
| --------- | --------- | --------- | --------- | --------- | --------- | --------- | --------- |
| 35        |           |           |           |           |           | 1         | 2         |
| 36        | 3         | 4         | 5         | 6         | 7         | 8         | 9         |
| 37        | 10        | 11        | 12        | 13        | 14        | 15        | 16        |
| 38        | 17        | 18        | 19        | 20        | 21        | 22        | 23        |
| 39        | 24        | 25        | 26        | 27        | 28        | 29        | 30        |

| Oktober | Oktober | Oktober | Oktober | Oktober | Oktober | Oktober | Oktober |
| Kw      | Mo      | Di      | Mi      | Do      | Fr      | Sa      | So      |
| ------- | ------- | ------- | ------- | ------- | ------- | ------- | ------- |
| 40      | 1       | 2       | 3       | 4       | 5       | 6       | 7       |
| 41      | 8       | 9       | 10      | 11      | 12      | 13      | 14      |
| 42      | 15      | 16      | 17      | 18      | 19      | 20      | 21      |
| 43      | 22      | 23      | 24      | 25      | 26      | 27      | 28      |
| 44      | 29      | 30      | 31      |         |         |         |         |

| November | November | November | November | November | November | November | November |
| Kw       | Mo       | Di       | Mi       | Do       | Fr       | Sa       | So       |
| -------- | -------- | -------- | -------- | -------- | -------- | -------- | -------- |
| 44       |          |          |          | 1        | 2        | 3        | 4        |
| 45       | 5        | 6        | 7        | 8        | 9        | 10       | 11       |
| 46       | 12       | 13       | 14       | 15       | 16       | 17       | 18       |
| 47       | 19       | 20       | 21       | 22       | 23       | 24       | 25       |
| 48       | 26       | 27       | 28       | 29       | 30       |          |          |

| Dezember | Dezember | Dezember | Dezember | Dezember | Dezember | Dezember | Dezember |
| Kw       | Mo       | Di       | Mi       | Do       | Fr       | Sa       | So       |
| -------- | -------- | -------- | -------- | -------- | -------- | -------- | -------- |
| 48       |          |          |          |          |          | 1        | 2        |
| 49       | 3        | 4        | 5        | 6        | 7        | 8        | 9        |
| 50       | 10       | 11       | 12       | 13       | 14       | 15       | 16       |
| 51       | 17       | 18       | 19       | 20       | 21       | 22       | 23       |
| 52       | 24       | 25       | 26       | 27       | 28       | 29       | 30       |
| 1        | 31       |          |          |          |          |          |          |

| Januar | Januar | Januar | Januar | Januar | Januar | Januar | Januar |
| Kw     | Mo     | Di     | Mi     | Do     | Fr     | Sa     | So     |
| ------ | ------ | ------ | ------ | ------ | ------ | ------ | ------ |
| 1      | 1      | 2      | 3      | 4      | 5      | 6      | 7      |
| 2      | 8      | 9      | 10     | 11     | 12     | 13     | 14     |
| 3      | 15     | 16     | 17     | 18     | 19     | 20     | 21     |
| 4      | 22     | 23     | 24     | 25     | 26     | 27     | 28     |
| 5      | 29     | 30     | 31     |        |        |        |        |

| Februar | Februar | Februar | Februar | Februar | Februar | Februar | Februar |
| Kw      | Mo      | Di      | Mi      | Do      | Fr      | Sa      | So      |
| ------- | ------- | ------- | ------- | ------- | ------- | ------- | ------- |
| 5       |         |         |         | 1       | 2       | 3       | 4       |
| 6       | 5       | 6       | 7       | 8       | 9       | 10      | 11      |
| 7       | 12      | 13      | 14      | 15      | 16      | 17      | 18      |
| 8       | 19      | 20      | 21      | 22      | 23      | 24      | 25      |
| 9       | 26      | 27      | 28      |         |         |         |         |

| März | März | März | März | März | März | März | März |
| Kw   | Mo   | Di   | Mi   | Do   | Fr   | Sa   | So   |
| ---- | ---- | ---- | ---- | ---- | ---- | ---- | ---- |
| 9    |      |      |      | 1    | 2    | 3    | 4    |
| 10   | 5    | 6    | 7    | 8    | 9    | 10   | 11   |
| 11   | 12   | 13   | 14   | 15   | 16   | 17   | 18   |
| 12   | 19   | 20   | 21   | 22   | 23   | 24   | 25   |
| 13   | 26   | 27   | 28   | 29   | 30   | 31   |      |

| April | April | April | April | April | April | April | April |
| Kw    | Mo    | Di    | Mi    | Do    | Fr    | Sa    | So    |
| ----- | ----- | ----- | ----- | ----- | ----- | ----- | ----- |
| 13    |       |       |       |       |       |       | 1     |
| 14    | 2     | 3     | 4     | 5     | 6     | 7     | 8     |
| 15    | 9     | 10    | 11    | 12    | 13    | 14    | 15    |
| 16    | 16    | 17    | 18    | 19    | 20    | 21    | 22    |
| 17    | 23    | 24    | 25    | 26    | 27    | 28    | 29    |
| 18    | 30    |       |       |       |       |       |       |

| Mai | Mai | Mai | Mai | Mai | Mai | Mai | Mai |
| Kw  | Mo  | Di  | Mi  | Do  | Fr  | Sa  | So  |
| --- | --- | --- | --- | --- | --- | --- | --- |
| 18  |     | 1   | 2   | 3   | 4   | 5   | 6   |
| 19  | 7   | 8   | 9   | 10  | 11  | 12  | 13  |
| 20  | 14  | 15  | 16  | 17  | 18  | 19  | 20  |
| 21  | 21  | 22  | 23  | 24  | 25  | 26  | 27  |
| 22  | 28  | 29  | 30  | 31  |     |     |     |

| Juni | Juni | Juni | Juni | Juni | Juni | Juni | Juni |
| Kw   | Mo   | Di   | Mi   | Do   | Fr   | Sa   | So   |
| ---- | ---- | ---- | ---- | ---- | ---- | ---- | ---- |
| 22   |      |      |      |      | 1    | 2    | 3    |
| 23   | 4    | 5    | 6    | 7    | 8    | 9    | 10   |
| 24   | 11   | 12   | 13   | 14   | 15   | 16   | 17   |
| 25   | 18   | 19   | 20   | 21   | 22   | 23   | 24   |
| 26   | 25   | 26   | 27   | 28   | 29   | 30   |      |

| Juli | Juli | Juli | Juli | Juli | Juli | Juli | Juli |
| Kw   | Mo   | Di   | Mi   | Do   | Fr   | Sa   | So   |
| ---- | ---- | ---- | ---- | ---- | ---- | ---- | ---- |
| 26   |      |      |      |      |      |      | 1    |
| 27   | 2    | 3    | 4    | 5    | 6    | 7    | 8    |
| 28   | 9    | 10   | 11   | 12   | 13   | 14   | 15   |
| 29   | 16   | 17   | 18   | 19   | 20   | 21   | 22   |
| 30   | 23   | 24   | 25   | 26   | 27   | 28   | 29   |
| 31   | 30   | 31   |      |      |      |      |      |

| August | August | August | August | August | August | August | August |
| Kw     | Mo     | Di     | Mi     | Do     | Fr     | Sa     | So     |
| ------ | ------ | ------ | ------ | ------ | ------ | ------ | ------ |
| 31     |        |        | 1      | 2      | 3      | 4      | 5      |
| 32     | 6      | 7      | 8      | 9      | 10     | 11     | 12     |
| 33     | 13     | 14     | 15     | 16     | 17     | 18     | 19     |
| 34     | 20     | 21     | 22     | 23     | 24     | 25     | 26     |
| 35     | 27     | 28     | 29     | 30     | 31     |        |        |

| September | September | September | September | September | September | September | September |
| Kw        | Mo        | Di        | Mi        | Do        | Fr        | Sa        | So        |
| --------- | --------- | --------- | --------- | --------- | --------- | --------- | --------- |
| 35        |           |           |           |           |           | 1         | 2         |
| 36        | 3         | 4         | 5         | 6         | 7         | 8         | 9         |
| 37        | 10        | 11        | 12        | 13        | 14        | 15        | 16        |
| 38        | 17        | 18        | 19        | 20        | 21        | 22        | 23        |
| 39        | 24        | 25        | 26        | 27        | 28        | 29        | 30        |

| Oktober | Oktober | Oktober | Oktober | Oktober | Oktober | Oktober | Oktober |
| Kw      | Mo      | Di      | Mi      | Do      | Fr      | Sa      | So      |
| ------- | ------- | ------- | ------- | ------- | ------- | ------- | ------- |
| 40      | 1       | 2       | 3       | 4       | 5       | 6       | 7       |
| 41      | 8       | 9       | 10      | 11      | 12      | 13      | 14      |
| 42      | 15      | 16      | 17      | 18      | 19      | 20      | 21      |
| 43      | 22      | 23      | 24      | 25      | 26      | 27      | 28      |
| 44      | 29      | 30      | 31      |         |         |         |         |

| November | November | November | November | November | November | November | November |
| Kw       | Mo       | Di       | Mi       | Do       | Fr       | Sa       | So       |
| -------- | -------- | -------- | -------- | -------- | -------- | -------- | -------- |
| 44       |          |          |          | 1        | 2        | 3        | 4        |
| 45       | 5        | 6        | 7        | 8        | 9        | 10       | 11       |
| 46       | 12       | 13       | 14       | 15       | 16       | 17       | 18       |
| 47       | 19       | 20       | 21       | 22       | 23       | 24       | 25       |
| 48       | 26       | 27       | 28       | 29       | 30       |          |          |

| Dezember | Dezember | Dezember | Dezember | Dezember | Dezember | Dezember | Dezember |
| Kw       | Mo       | Di       | Mi       | Do       | Fr       | Sa       | So       |
| -------- | -------- | -------- | -------- | -------- | -------- | -------- | -------- |
| 48       |          |          |          |          |          | 1        | 2        |
| 49       | 3        | 4        | 5        | 6        | 7        | 8        | 9        |
| 50       | 10       | 11       | 12       | 13       | 14       | 15       | 16       |
| 51       | 17       | 18       | 19       | 20       | 21       | 22       | 23       |
| 52       | 24       | 25       | 26       | 27       | 28       | 29       | 30       |
| 1        | 31       |          |          |          |          |          |          |

## Ereignisse

### Politik und Weltgeschehen

#### Belagerung von Akkon

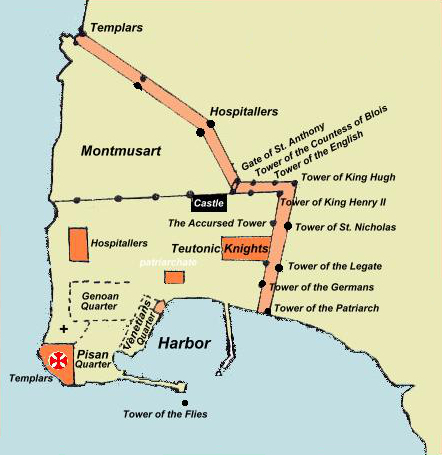
Akkon zur Zeit der Belagerung

- März: Chalil, der neue Sultan der Mamluken aus der Bahri-Dynastie in Ägypten, marschiert von Kairo aus in Richtung Akkon, wo es im Vorjahr zu einem Massaker an muslimischen Händlern gekommen ist. Er sammelt seine Truppen in Damaskus.
- 5. April: Chalil schlägt sein Lager vor Akkon auf. Seinem Heer hat sich eine enorme Zahl Freiwilliger angeschlossen, die insbesondere zu Schanzarbeiten eingesetzt werden. Zusätzlich verstärkt wird er durch Armeen seiner Vasallen Lajin aus Damaskus, al-Muzaffar Taqai ad-Din aus Hama, Bilban aus Tripolis und Baibars al-Dewadar aus Kerak, die vor Akkon hinzustoßen. Im letztgenannten Kontingent befindet sich auch der arabische Historiker Abu l-Fida, der in seinem Werk Mukhtassar tarikh al-Bashar über die Belagerung berichtet.
- König Heinrich II. von Jerusalem befindet sich zu Beginn der Belagerung krank auf Zypern. Die Stadt steht unter dem Befehl von Amalrich von Tyrus. Dieser wird unterstützt von den Kontingenten der vier Ritterorden, den Templern unter Großmeister Guillaume de Beaujeu, den Hospitalitern unter Großmeister Jean de Villiers, den Deutschrittern unter Hochmeister Burchard von Schwanden, der überraschend zurücktritt und sein Kommando an Heinrich von Bouland abgibt, und einer Truppe des Lazarusordens. Hinzu kommt ein kleines Kontingent englischer Ritter unter Otton de Grandson, ein französisches Kontingent unter Jean I. de Grailly, sowie andere kleinere europäische Kontingente.
- 5. Mai: König Heinrich II. trifft in Akkon ein.
- 18. Mai: Mit der Eroberung von Akkon nach sechswöchiger Belagerung durch die Mamluken unter Sultan Chalil und dem damit verbundenen Untergang des Königreichs Jerusalem endet die Ära der Orientkreuzzüge und der Kreuzfahrerstaaten. Die gesamte Bevölkerung Akkons wird nach dem Fall der Stadt massakriert. Nur einige wenige, unter ihnen König Heinrich II., können sich auf die wenigen Schiffe im Hafen retten und nach Zypern fliehen. Auch der Templerorden und der Hospitaliterorden ziehen sich nach Zypern zurück und machen die Insel zu ihrem neuen Hauptsitz.
- bis August: Chalil erobert die Kreuzfahrerburgen Tyros (19. Mai), Sidon (14. Juli), Beirut (31. Juli), Château Pèlerin und Tartus (beide 14. August) und vertreibt die letzten Kreuzfahrer aus Palästina und Syrien. Einzig auf der befestigten wasserlosen Insel Aruad vor der Küste von Tartus können die Kreuzfahrer sich noch einige Jahre lang halten.

#### Weitere Ereignisse in Asien

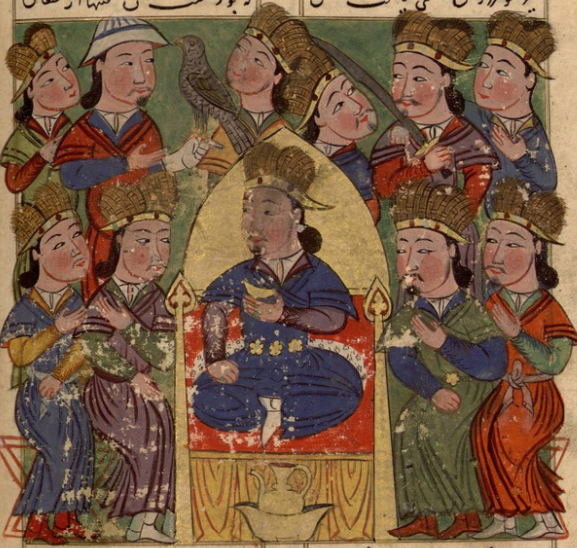
Gaichatus Krönung

- 7. März: Der einflussreiche mongolische Kommandeur Ta'achar tötet Arghun, den Herrscher der mongolischen Ilchane im Iran. Er möchte dessen Cousin Baidu auf den Thron setzen, der jedoch nicht zum Kurultai erscheint. Daraufhin wird Arghuns Bruder Gaichatu der fünfte Herrscher der Ilchane.
- Tulabugha wird von seinem Verwandten Tohtu im Zuge eines von dem einflussreichen Prinzen Nogai initiierten Staatsstreichs ermordet. Tohtu wird neuer Khan der Goldenen Horde. Zwischen dem neuen Khan und Nogai kommt es bald zu Differenzen um die Regierungsgeschäfte.

#### Heiliges Römisches Reich
- 15. Juli: Der römisch-deutsche König Rudolf I. aus dem Haus Habsburg stirbt. Es ist ihm nicht gelungen, die Kurfürsten von der Wahl seines Sohnes Albrecht zu überzeugen. Stattdessen bildet sich im Laufe des Jahres eine Fürstenallianz zugunsten Albrechts Gegner Adolf von Nassau.

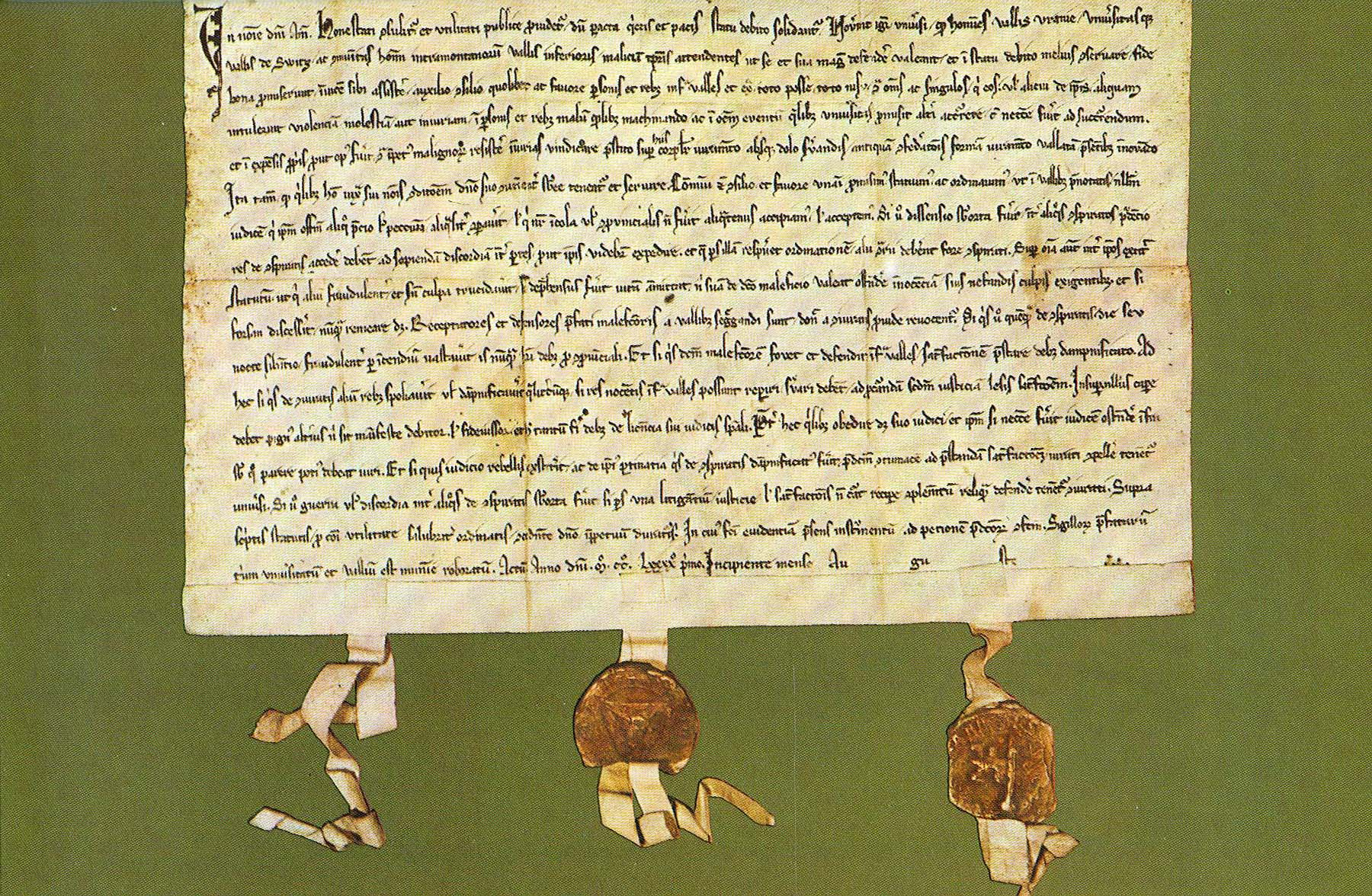
Schweizer Bundesbrief

- Anfang August: Laut schweizerischem Nationalmythos erfolgt die Gründung der Schweizer Eidgenossenschaft (Rütlischwur, Bundesbrief) durch die drei Urkantone Uri, Schwyz und Unterwalden auf der Rütliwiese am Vierwaldstättersee.

#### Weitere Ereignisse in Europa

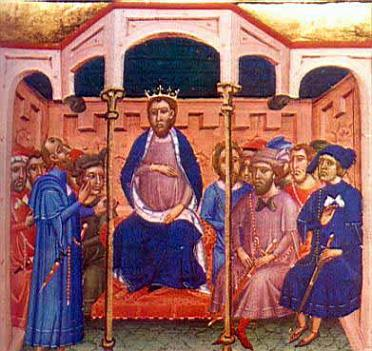
Jakob II.

- 18. Juni: Nach dem Tod von Afonso III. wird sein Bruder Jakob II. König von Aragón und Valencia sowie Graf von Barcelona. Er ist zu diesem Zeitpunkt bereits König von Sizilien, das damit unter die Krone Aragón fällt.
- Im Frieden von Treviso erhält Venedig die Hoheit über die istrische Küste von Capodistra bis Rovigno.

#### Entdeckungsreisen
- Mai: Die Genueser Kaufleute Ugolino und Vandino Vivaldi machen sich mit zwei Galeeren auf den Weg, den Seeweg nach Indien zu entdecken. Ihr weiteres Schicksal ist unbekannt.

#### Stadtrechte und urkundliche Ersterwähnungen
- Antwerpen erhält die Stadtrechte.
- Bernkastel an der Mosel erhält die Stadtrechte.
- Die Orte Altdorf, Böbingen an der Rems, Derendingen, Guntershausen bei Berg, Illerrieden, Oberweningen und Viller Mühle (Niederrhein) werden erstmals urkundlich erwähnt.

### Religion
- Pfingsten: Auf dem Generalkapitel der Dominikaner in Palencia wird beschlossen, dass ein spanischer Konvent Unterricht in arabischer und hebräischer Sprache erteilen soll.

Großmeisterwappen des Thibaud Gaudin

- Der bisherige Großkomtur Thibaud Gaudin wird in Sidon zum 22. und vorletzten Großmeister des Templerordens gewählt. Sein Vorgänger Guillaume de Beaujeu ist am 18. Mai bei der Verteidigung von Akkon ums Leben gekommen. Gaudin soll den Ordensschatz und die Ordensreliquien evakuieren und die Verteidigung von Sidon organisieren, das allerdings im Juli aufgegeben werden muss. Als Großmeister versucht Thibaud dem Orden nach dem Verlust des Festlandes außer der Übersiedlung nach Zypern neue Aufgaben im iberischen Raum und in Marokko zu geben, stößt dabei jedoch auf Widerstand.
- Der Dominikaner und Inquisitor Bernard Gui lehrt Theologie in Limoges.
- Der Franziskaner Johannes Duns Scotus wird zum Priester geweiht.
- Kloster Windsheim wird gegründet.

## Geboren

### Geburtsdatum gesichert
- 8. Februar: Alfons IV., König von Portugal († 1357)
- 9. März: Cangrande I. della Scala, Stadtherr (Signore) von Verona († 1329)
- 23. September: Bolesław III., Herzog von Breslau und Herzog von Brieg und Liegnitz († 1352)
- 31. Oktober: Philippe de Vitry, französischer Dichter, Komponist, Politiker und Bischof von Meaux († 1361)

### Genaues Geburtsdatum unbekannt
- um den 10. Mai: Gilbert de Clare, englischer Adeliger († 1314)
- Guido Gonzaga, Graf von Mantua († 1369)
- Luis de la Cerda, spanischer Adeliger († 1348)
- Hawise de la Pole, walisische Adelige († zwischen 1345 und 1353)
- Luitgard von Wittichen, deutsche Mystikerin und Klostergründerin († 1348)
- Peter I. von Rosenberg, Oberstkämmerer von Böhmen († 1347)
- Theodor I., byzantinischer Prinz und Markgraf von Montferrat († 1338)

### Geboren um 1291
- Hugh de Audley, englischer Adeliger, Höfling und Militär († 1347)
- Margareta Ebner, bayerische Dominikanerin und Mystikerin († 1351)

## Gestorben

### Todesdatum gesichert
- 6. Januar: William de Braose, cambro-normannischer Adeliger (* 1220)
- 7. März: Arghun, Herrscher der mongolischen Ilchane (* um 1258)
- 18. Mai: Guillaume de Beaujeu, Großmeister des Templerordens (* nach 1243)
- 18. Mai: Mathieu de Clermont, Ritter des Hospitaliterordens
- 25. Mai: Bengt Birgersson, schwedischer Adeliger, Bischof von Linköping und Herzog von Finnland (* 1254)
- 5. Juni: Johann I., Fürst von Anhalt-Bernburg
- 18. Juni: Alfons III., König von Aragón, Graf von Barcelona und König von Valencia (* 1265)
- 26. Juni: Eleonore de Provence, Königin von England, später Nonne (* um 1223)
- 12. Juli: Hermann VII., Markgraf von Baden (* 1266)

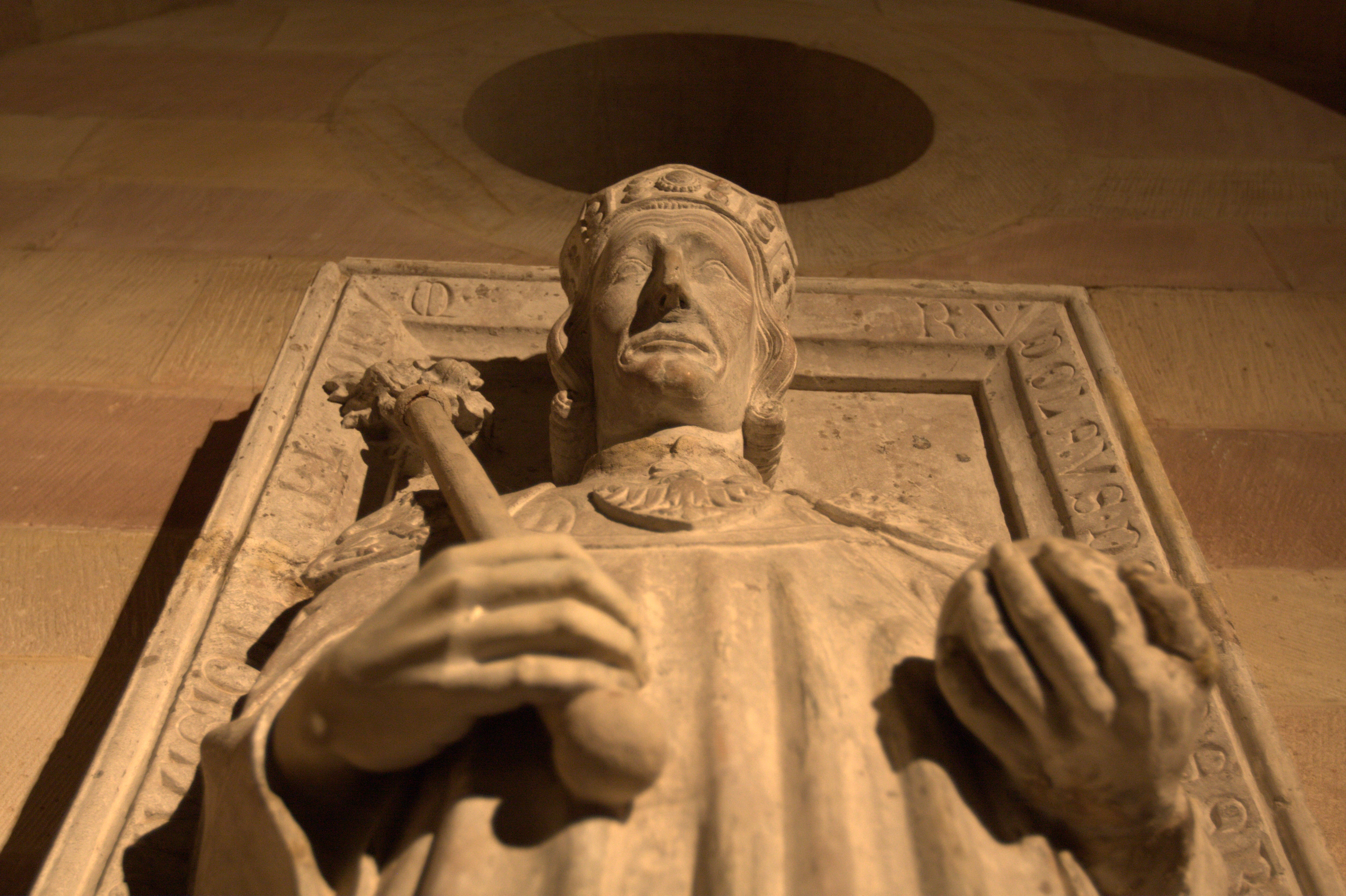
Grabplatte Rudolfs von Habsburg

- 15. Juli: Rudolf I., römisch-deutscher König und Graf von Habsburg, Regent der Grafschaft Kyburg, Herzog von Kärnten und Krain sowie Herzog von Österreich und der Steiermark (* 1218)
- 16. August: Friedrich Tuta, Markgraf von Landsberg und der Lausitz sowie Regent der Markgrafschaft Meißen (* 1269)
- 17. August: Senge, tibetisch-uigurischer Mönchsstudent, religiöses Oberhaupt des Yuan-Reiches
- 8. Oktober: Heinrich I., Herr zu Werle-Güstrow (* um 1245)
- 21. November: Simon von Schöneck, Bischof von Worms
- 25. November: Agnès d’Harcourt, Äbtissin der Abtei Longchamp und Biographin von Isabella von Frankreich
- 13./16. Dezember: Leopold I., Bischof von Seckau

### Genaues Todesdatum unbekannt
- zwischen 26. Oktober und 30. November: Alan St Edmund, schottischer Geistlicher und Minister, Bischof von Caithness und Kanzler von Schottland
- Adelheid von Görz, süddeutsche Adelige, Gräfin von Ortenburg (* nach 1241)
- Gerhard von Zbraslav und Obřany, mährischer Adeliger (* um 1246)
- Heidenreich, Bischof von Brandenburg
- Ludwig II. von Rosdorf, deutscher Adeliger und Burgherr, Advokat des Klosters Fredelsloh, Berater und Diplomat Herzog Albrechts I. von Braunschweig (* um 1230)
- Solamisch, Sultan der Mamluken in Ägypten (* 1272)
- Theobald II., Graf von Bar (* 1221)
- Tulabugha, Khan der Goldenen Horde
- Ulrich von Ramschwag, Reichsvogt in der Fürstabtei St. Gallen (* 1265)
- Werner Huno, deutscher Kaufmann und Ratsherr der Hansestadt Lübeck

### Gestorben um 1291
- Gozzo von Krems, Stadtrichter und Errichter der Gozzoburg in Krems sowie Landschreiber von Oberösterreich